# Мереть (Кемеровская область)
Мере́ть — посёлок при станции в Беловском районе Кемеровской области. Входит в состав Моховского сельского поселения.

## География
Центральная часть населённого пункта расположена на высоте 194 м над уровнем моря.

## Население
| 2010 |
| ---- |
| 179  |

### Половой состав
По данным Всероссийской переписи населения 2010 года, в посёлке при станции Мереть проживает 179 человек (79 мужчин, 100 женщин).